# Web3D Consortium
Web3D Consortium és un consorci industrial internacional sense ànim de lucre i finançat pels membres, fundat originalment el 1997. Web3D Consortium col·labora en un procés de consens i foment del desenvolupament i la implementació d'estàndards oberts per a continguts i serveis 3D.
El Consorci Web3D promou el desplegament d'estàndards X3D per a la comunicació d'escenes 3D en múltiples aplicacions, casos d'ús i plataformes. Els membres desenvolupen de manera col·laborativa els estàndards i les eines X3D que els fan àmpliament adoptats en diversos mercats (educació, govern, indústria i particulars). El Consorci Web3D ofereix una robusta funcionalitat 3D estandarditzada ISO i estabilitat a llarg termini per a solucions empresarials i interoperabilitat amb altres estàndards 3D.
El Consorci defineix i desenvolupa el format de fitxer d' estàndards oberts lliure de drets de X3D i l'arquitectura d'execució per representar i comunicar escenes 3D. El desenvolupament de gràfics 3D basats en web ha evolucionat des dels seus inicis com a llenguatge de modelatge de realitat virtual (VRML) fins a 3D extensible (X3D). Durant els darrers anys, els avenços en la tecnologia de xarxes i gràfics en temps real, i sobretot l'aparició de l'Extensible Markup Language XML, han influït molt en el desenvolupament de l'estàndard obert X3D aprovat per ISO i disponible gratuïtament. X3D incorpora les millors pràctiques en gràfics comercials en temps real dins del marc àmpliament adoptat de la família de tecnologies i estàndards World Wide Web i no té restriccions de propietat intel·lectual. Proporciona un sistema per a l'emmagatzematge, la recuperació i la reproducció de contingut gràfic en temps real incrustat en aplicacions, tot dins d'una arquitectura oberta per suportar una àmplia gamma de dominis i escenaris d'usuari.